# Be Water
A Be Water é uma empresa portuguesa especializada na distribuição e no abastecimento de água. Criada em 1991, como Compagnie Générale des Eaux (Portugal) S.A. (CGEP) pertenceu à antiga empresa francesa Compagnie Générale des Eaux, hoje Vivendi. A empresa também já pertenceu a divisão de água Veolia Water do grupo francês Veolia Environnement. Atualmente a Be Water é detida maioritariamente pela Beijing Enterprises Water Group (BEWG).
A Be Water é concessionária do abastecimento de água em diversos concelhos de Portugal, tratando das águas municipais em vez da câmara municipal e auxiliando esta também no tratamento das águas municipais.
Em 1994, a CGEP começou a operar em Mafra (CGEP/Mafra, concessão de 25 anos) e estendeu-se em 1996 a Ourém (CGEP/Ourém, concessão de 25 anos). Através das suas sociedades filiadas Águas de Valongo, S.A. (criada em 2000) e Águas de Paredes, S.A. (criada em 2001), a Be Water fornece serviços de água nos conselhos de Valongo (concessão de 30 anos) e Paredes (concessão de 35 anos), abastecendo cerca de 250 mil pessoas e tratando mais 10 milhões de metros cúbicos de águas residuais por ano.